# Нийттюмаа, Вильхо
Вильхо Александр Нийттюмаа (фин. Vilho Aleksander Niittymaa; 19 августа 1896 — 29 июня 1979) — финский легкоатлет, призёр Олимпийских игр.

## Биография
Вильхо Нийттюмаа родился в 1896 году в Юляне (Великое княжество Финляндское). В 1924 году на Олимпийских играх в Париже он завоевал серебряную медаль в метании диска.